# كأس ملك إسبانيا 2005–06
كأس ملك إسبانيا 2005–06 هي البطولة رقم 104 من بطولة كأس ملك إسبانيا.

## دور الـ16
| الفريق الأول        | إجم.      | الفريق الأول | مباراة الذهاب | مباراة الإياب |
| ------------------- | --------- | ------------ | ------------- | ------------- |
| سمورة               | 1–9       | برشلونة      | 1–3           | 0–6           |
| أتلتيك بيلباو       | 0–5       | ريال مدريد   | 0–1           | 0–4           |
| إسبانيول            | 3–4       | خيتافي       | 0–1           | 3–3           |
| ديبورتيفو لاكورونيا | 4–2       | أوساسونا     | 3–0           | 1–2           |
| قادش                | 3–2       | إشبيلية      | 3–2           | 0–0           |
| فياريال             | 0–3       | فالنسيا      | 0–2           | 0–1           |
| سلتا فيغو           | 1–1 (ق.أ) | ريال بيتيس   | 1–1           | 0–0           |
| أتلتيكو مدريد       | 2–3       | ريال سرقسطة  | 0–1           | 2–2           |

## ربع النهائي
| الفريق الأول        | إجم. | الفريق الأول | مباراة الذهاب | مباراة الإياب |
| ------------------- | ---- | ------------ | ------------- | ------------- |
| ريال سرقسطة         | 5–4  | برشلونة      | 4–2           | 1–2           |
| ريال بيتيس          | 0–2  | ريال مدريد   | 0–1           | 0–1           |
| قادش                | 0–4  | إسبانيول     | 0–2           | 0–2           |
| ديبورتيفو لاكورونيا | 2–1  | فالنسيا      | 1–0           | 1–1           |

## نصف النهائي
| الفريق الأول | إجم. | الفريق الأول        | مباراة الذهاب | مباراة الإياب |
| ------------ | ---- | ------------------- | ------------- | ------------- |
| ريال سرقسطة  | 6–5  | ريال مدريد          | 6–1           | 0–4           |
| إسبانيول     | 2–1  | ديبورتيفو لاكورونيا | 2–1           | 0–0           |

## النهائي
| 12 أبريل 2006 | إسبانيول                                                               | 4–1                | ريال سرقسطة | سانتياغو برنابيو ، مدريد             |
|               | راؤول تامودو 2' · لويس غارسيا فيرنانديز 33'، 86' · فيران كوروميناس 71' | تقرير (بالإسبانية) | إيورثون 28' | الحضور: 78،000 الحكم: لويس كونتاليخو |

## إحصائيات الموسم
- عدد البطاقات الصفراء (بطاقة/مباراة): 535 (4,82)
- عدد البطاقات الحمراء (بطاقة/مباراة): 44 (0,4)
- الانتصار في ملعب الفريق: 46 مباراة
- الانتصار في ملعب الخصم: 40 مباراة
- التعادل: 25 مباراة
- أكبر فوز داخلي: برشلونة 6–0 سمورة (11 يناير 2006)
- أكبر فوز خارجي: كونستانسيا 0–5 أليكانتي (14 أغسطس 2005)
- المباراة الأعلى تهديفًا:
  - أوسبيتاليت 4–3 خيمناستيك طركونة (20 أكتوبر 2005)
  - ريال سرقسطة 6–1 ريال مدريد (8 فبراير 2006)

### الهدافين
| # | اللاعب                   | النادي      | عدد المشاركات | عدد الأهداف | أهداف من ضربات جزاء |
| - | ------------------------ | ----------- | ------------- | ----------- | ------------------- |
| 1 | إيورثون                  | ريال سرقسطة | 5             | 8           | 0                   |
| 2 | دييغو ميليتو             | ريال سرقسطة | 2             | 6           | 1                   |
| 3 | سيرخي باراغا             | ألكويانو    | 3             | 5           | 1                   |
| 4 | روبينيو                  | ريال مدريد  | 3             | 4           | 0                   |
| 4 | خوسيه خيسوس بيريرا       | سلتا فيغو   | 2             | 4           | 0                   |
| 4 | هنريك لارشون             | برشلونة     | 3             | 4           | 0                   |
| 7 | خوان مارتينيز            | ألكويانو    | 2             | 3           | 0                   |
| 7 | فليكو باونوفيتش          | خيتافي      | 1             | 3           | 0                   |
| 7 | غويليرمو إسكريبانو كاريو | خيريث       | 2             | 3           | 0                   |
| 7 | لويس غارسيا فيرنانديز    | إسبانيول    | 2             | 3           | 0                   |

## روابط خارجية
- كأس الملك الإسباني 2005–2006
- Copa del Rey 2005–2006